# Virágkákafélék
A virágkáka (Butomus umbellatus) a virágkákafélék (Butomaceae) családjának egyetlen faja.

## Rendszertani helyzete
A virágkákafélék a hídőrvirágúak rendjének (Alismatales) egyik monotipikus – azaz egyfajú – családja. Korábban több nemzetség és faj is tartozott ide (4 nemzetség 13 fajjal). A molekuláris kladisztikai vizsgálatok azonban egyértelműen igazolták, hogy a külső hasonlóság nem tényleges filogenetikai rokonság eredménye, és a korábban idesorolt fajok nagy részét áttették a hídőrfélék (Alismataceae) családjába.

## Származása, elterjedése
A melegebb vizű árkok, csatornák, patakok mentén, illetve mocsarak partvidékén Európa nagy részén megtalálható.

## Megjelenése, felépítése
60–150 cm magasra nő.
Az iszapban kúszó gyöktörzsében sok a keményítő.
Keskeny (1 cm széles), háromélű, tőálló, fényes mélyzöld levelei akár 1 m hosszúra is megnőhetnek.
Virágai magas (2 m-es) tengelyen ülő, legfeljebb 30 virágot tartalmazó, álernyős virágzatba tömörülnek; a fehéres-rózsaszín virágok egy-egy tőkocsány csúcsán nyílnak. Minden virágnak 6 lepellevélből álló takarórendszere van. A porzótáj 9 porzót tartalmaz: hatot a külső, hármat a belső porzókörben. A termőtáj hat termőlevél részleges összenövéséből alakult ki.
A magházból fejlődő termés ún. tüszőcsokor, amin három lepellevél is marad.

## Életmódja, termőhelye
Hazánkban a mocsaras, lápos területeken igen gyakori; a mocsári növényzet egyik legszebb faja. Júniustól augusztusig virágzik.

## Felhasználása
Keményítőben gazdag gyöktörzsét (régies magyar nevei: elecs, alacs, elecske) régebben gyűjtötték, majd hamuban sütötték meg. Dekoratív levelei és hosszú virágzása miatt kertekbe is telepítik (főleg Nyugat-Európában). A gyöktörzs osztásával ivartalanul könnyen szaporítható.

## Képek

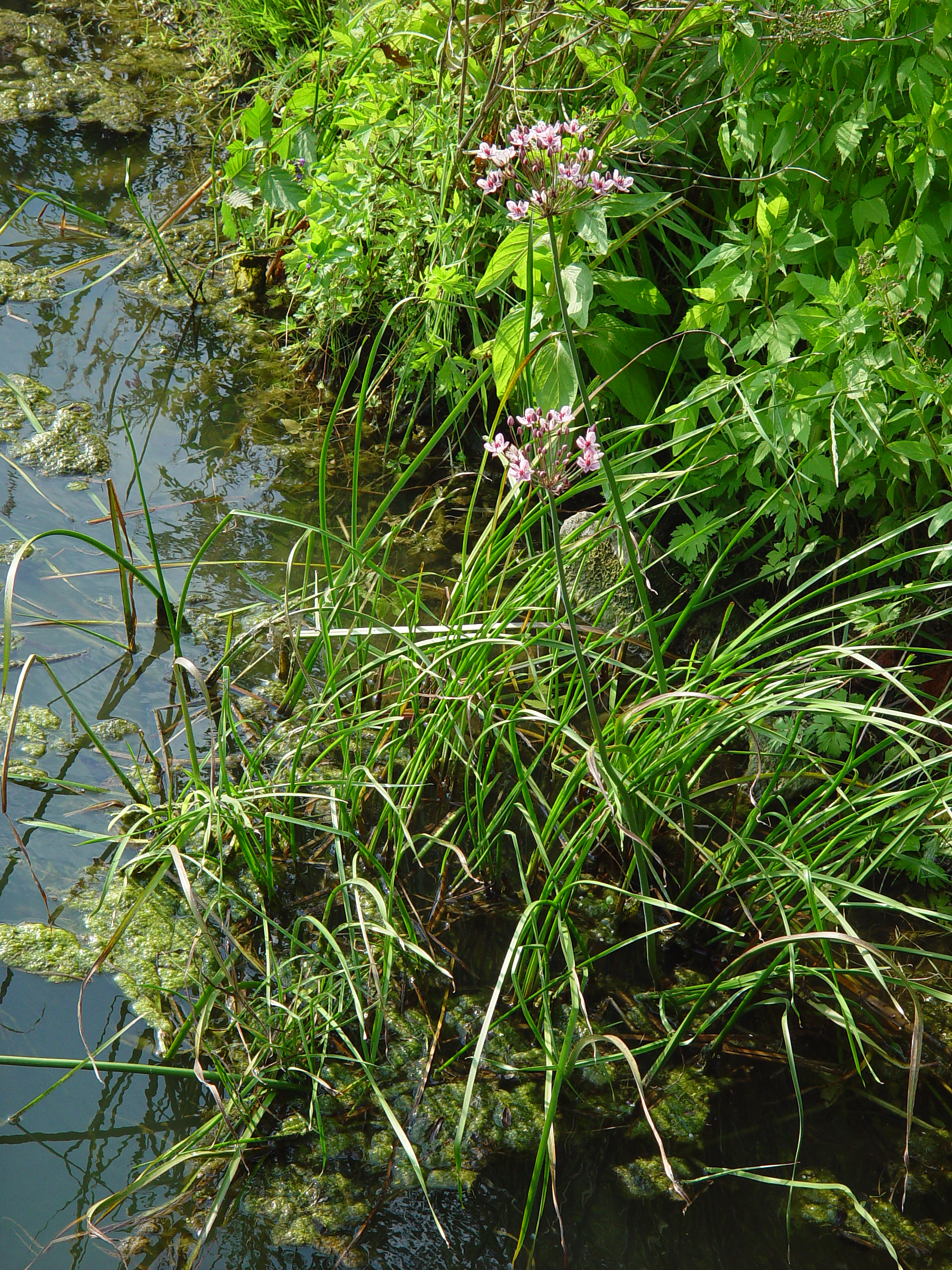
Élőhelyén
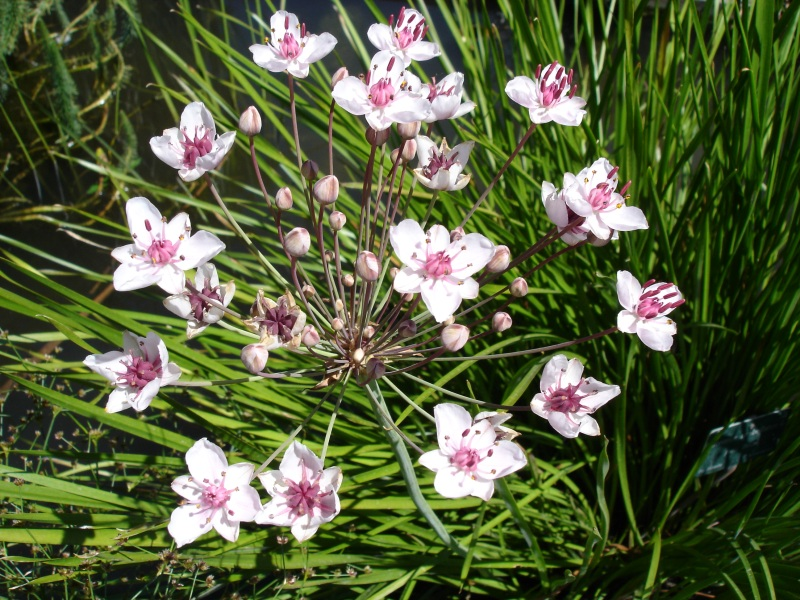
Virágzata
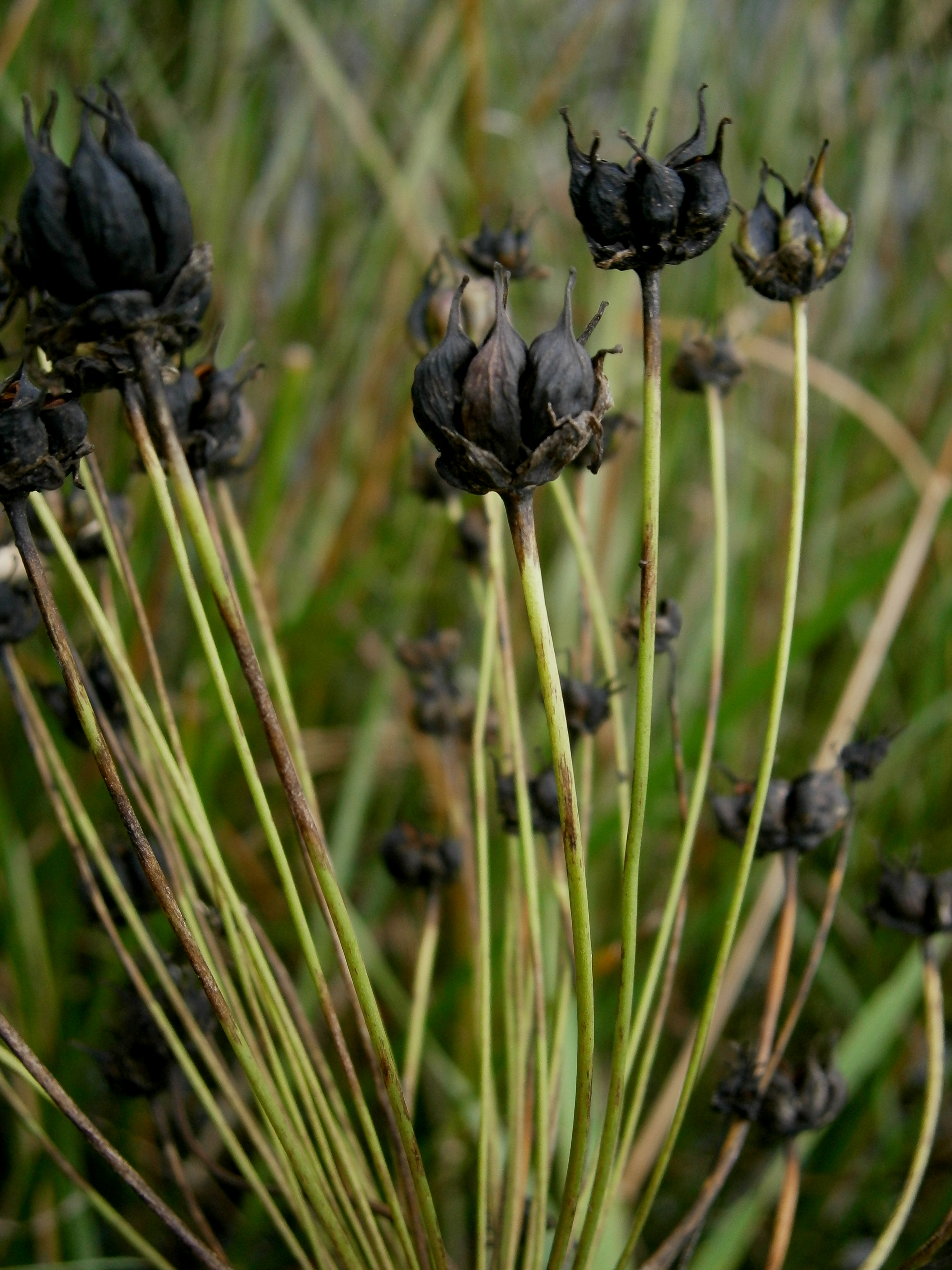
Termése